# 馬利諾韋 (夏斯季耶區)
48°43′18″N 39°25′24″E / 48.72167°N 39.42333°E
马利諾韋（烏克蘭語：Малинове）是位於烏克蘭東部的村莊，由盧甘斯克州夏斯季耶区的斯塔尼察-盧漢斯卡市鎮負責管轄。該村始建於1953年，面積0.69平方公里，海拔高度74米，2001年人口73，人口密度每平方公里105.8人。